# D-レイ・3000
D-レイ・3000（ディーレイ・サウザンド、1982年8月9日 - ）は、アメリカ合衆国のプロレスラー。本名はドリアン・ヒル（Dorian Hill）といい、ミシガン州デトロイト出身。武藤敬司、ランディ・サベージ、カート・ヘニングを意識したレスリングスタイルで活動している。現在はアメリカ中西部で活動している。

## 来歴
ヒルは16歳の時に"カナディアン・デストロイヤー"タグ・シュバリエと"プライムタイム"トミー・ジョンソンの元でトレーニングを開始し、2000年9月にドン・クライシス（Don Crisis）の名前デビュー。デビュー当初はミシガン州で活動をしていたがフロリダ州ペンサコーラに活動の場を移し、さらにシカ・アノアイにトレーニングを受けつつXW-2000で活動をしている。
2003年にTNAに自分のテープを送り、トライアウトの機会を与えられている。TNAでは見た目がアンドレ・3000と似ているという事でD-レイ・3000（D-Ray 3000）のリングネームを与えられている。2004年にデビューしてシャーク・ボーイとタッグを組むもののコミカル路線でしか扱ってもらえなかったうえ、Impact! Zoneに定期的に出るだけであったために2005年の夏に一端離脱している。2006年10月のPPVであるBound for Gloryでケビン・ナッシュ・オープン・インビテーショナルに挑戦するも敗退している。
TNA離脱後はリングネームを変えないままアメリカ中西部やカナダの団体で活動していたが、2007年にWWEのスマックダウンでのエチオピアのヘビー級チャンピオン、ヴィコ・マトマンゴ（Viko Batomango）のリングネームでモンテル・ボンタビアス・ポーターと対戦している。2011年に日本のSMASHで東京と大阪で試合をしている。
日本から帰国後はリングネームをリック・ベーカー（Rick Baker）のリングネームでアメリカ中西部を中心に活動している。

## 獲得タイトル
WXW（World Xtreme Wrestling）
- WXWクルーザー級王座 :1回

その他インディー団体
- SAWカナダ・クルーザー級王座 :1回
- HWFクルーザー級王座 :1回
- ICWクルーザー級王座 :1回
- RPWFクルーザー級王座 :1回
- TZWクルーザー級王座 :1回
- TZWヘビー級王座 :1回
- XW-2000テレビジョン王座 :1回